# Cenberht
Cenberht (ook Coenbyrht, Cenbriht, Cenbryht, Coenbryht, Kenbriht genoemd; ? - 661) was sinds de jaren 640 tot 661, een koning of onderkoning van de Gewissæ, een volksgroep, die in de late 7e eeuw als de "West-Saksen" het Angelsaksische koninkrijk Wessex zouden stichten.

## Leven
Cenberhts vader was Cadda (ook Cada, Ceadda genoemd) uit het huis Wessex. De naam van zijn moeder is onbekend. De Keltische naam van zijn zoon, Cædwalla (685-688), later ook koning van Wessex, lijkt erop te wijzen dat hij met een Britse prinses was getrouwd. Zijn tweede zoon Mul (686-687) was voor een korte periode koning van Kent.
In 645 viel Penda van Mercia de Gewissæ aan. De toenmalige koning Cenwalh, een verwant van Cenberht, vluchtte daarop naar het hof van koning Anna van East Anglia, die ook een vijand van Penda was. Wie in die periode de heerschappij over het koninkrijk heeft uitgeoefend, is niet geweten. Mogelijkerwijs regeerde Cenberht tijdens Cenwalhs ballingschap. In 648 gelukte het Cenwalh onder onbekende omstandigheden terug aan de macht te komen. Zijn neef Cuthred, de zoon van zijn in 636 overleden broer Cwichelm, liet waarschijnlijk ook zijn aanspraken op de troon gelden. Cenwalh gaf Cuthred in 648 een uitgestrekt gebied van 3.000 hidas bij Ashdown, in Berkshire, een tussen de Gewissæ en Mercia betwist gebied. Cuthred en Cenberht lijken subreguli ("onderkoningen") te zijn geweest. Koning Wulfhere van Mercia viel in 661 Wessex binnen. Cenwalh bereidde zich bij Posentesbyrg (locatie onbekend) voor op de slag. Door Wulfhere achtervolgd, moest hij zich echter te Ashdown in Berkshire terugtrekken. Cuthred en Cenberht stierven in datzelfde jaar.